# 1,2-Diethoxypropan
1,2-Diethoxypropan ist eine chemische Verbindung aus der Gruppe der Glycolether und Polyether.

## Gewinnung und Darstellung
1,2-Diethoxypropan kann durch Reaktion von (−)-Milchsäure über Ethyl-2-ethoxypropionat und (−)-2-Ethoxypropanol gewonnen werden.

## Externe Links zu erwähnten Verbindungen
1. ↑  Externe Identifikatoren von bzw. Datenbank-Links zu Ethyl-2-ethoxypropionat:  CAS-Nr.: 7737-40-8, ECHA-InfoCard: 100.310.153, PubChem: 247453, ChemSpider: 216612, Wikidata: Q82026927.